# Waldemar Herdt
Waldemar Herdt, né le 28 novembre 1962 à Zabelovka (kk), est un homme politique allemand, membre du parti d'extrême droite Alternative pour l'Allemagne (AfD). Il est député du Bundestag de 2017 à 2021.

## Biographie
Waldemar Herdt naît le 28 novembre 1962 à Zabelovka (kk), un village du district de Jitikara, dans l'oblys de Kostanaï, alors en RSS du Kazakhstan (Union soviétique). Il grandit au Kazakhstan au sein d'une famille d'origine allemande, à l'époque de l'URSS. Après des études d'agronomie, il devient ingénieur agronome et commence à travailler dans une ferme collective soviétique.
Il émigre en Allemagne en 1993, ayant le sentiment de ne plus être le bienvenu en Russie en tant qu'Allemand.
Waldemar Herdt fait ensuite partie des instances dirigeantes du Parti des chrétiens respectueux de la Bible (en), un petit parti chrétien conservateur allemand. En 2013, il devient membre d'Alternative pour l'Allemagne (AfD), un parti populiste d'extrême droite.
Il est élu au Bundestag lors des élections fédérales allemandes de 2017, lors desquelles le parti réalise une poussée inédite. Il représente le land de Basse-Saxe.

## Prises de positions et controverses
En 2018, Waldemar Herdt réalise, avec plusieurs autres parlementaires du groupe AfD, un voyage en Syrie. Ils s'affichent notamment aux côtés d'Hammouda Sabbagh, président du Parlement syrien.
Par la suite, l'élu d'extrême droite demande au Bundestag de pouvoir se rendre en visite officielle en Crimée, péninsule ukrainienne illégalement occupée et annexée par la Russie depuis 2014. Le Parlement allemand refuse cependant de lui accorder l'autorisation et ne fournit donc pas de soutien logistique ou financier pour le voyage, refusant « les voyages dans des zones non reconnues par la République fédérale d'Allemagne en vertu du droit international ».
Dossier Center, site d'investigation financé par Mikhaïl Khodorkovski, décrit le 31 octobre 2024 la proximité de Waldemar Herdt avec le régime de Vladimir Poutine. Il est notamment un membre fondateur du Mouvement international russophile, une organisation d'influence réunissant des personnalités occidentales favorables à la Russie, comme Jackson Hinkle ou Fabrice Sorlin.